# Concertina
La concertina è un tipo di fisarmonica formata da due casse armoniche in legno separate da un mantice a soffietto.

## Storia e descrizione
Fu inventata nel 1829 dall'inglese Charles Wheatstone, ingegnere e fisico già inventore in ambito musicale del symphonium, di cui la prima concertina rappresenta una delle numerose varianti. La forma più tipica dello strumento è quella esagonale, ma esistono alcuni modelli sia con otto che con dodici lati; quello a quattro lati è invece più raro. Le ance, all'interno dello strumento, sono distribuite in maniera radiale, costeggiando quindi i bordi della cassa armonica. Ogni tasto seleziona una sola ancia per ciascuna direzione del soffietto.
Tre sono i tipi di concertina esistenti: Inglese (English), Anglo-tedesca (Anglo-german o Anglo) e Duet. Per ognuno, accanto al tipico modello soprano, si possono trovare altre versioni come tenore, baritono, basso, miniatura o anche modelli misti con numero di tasti diverso dallo standard.

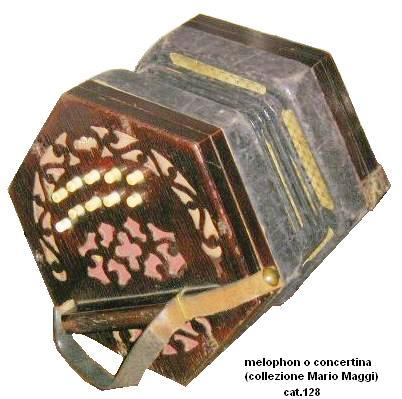
Concertina

## Modelli
- La concertina Inglese, nata per prima, è cromatica e ogni bottone produce la stessa nota sia aprendo che chiudendo il soffietto. Ha in genere 48 tasti divisi tra i due lati a note alterne, vale a dire che le note scritte sulle linee del pentagramma si trovano in un lato e quelle sugli spazi nel lato opposto. La disposizione è volutamente pensata per facilitare la lettura dello spartito, essendo lo strumento originariamente concepito per eseguire musica colta. Su entrambi i lati i bottoni sono disposti lungo quattro file verticali, le due centrali per le note naturali e le due laterali per gli accidenti. L'estensione standard è di tre ottave e una quarta, che nel modello soprano va dal SOL sotto il DO centrale e il DO tre ottave sopra, esattamente come il violino. La concertina Inglese è sorretta dai pollici del musicista tramite lacci regolabili in pelle, mentre due "L" metalliche permettono ai mignoli di reggere parte del peso.
- La concertina Anglo, sviluppata da George Jones nel 1850, è impostata in maniera diatonica e ogni bottone produce due note differenti in apertura e chiusura del soffietto. Nasce come ibrido tra la concertina Inglese e l'organetto diatonico tedesco. Può avere due o tre file orizzontali di cinque bottoni per lato, per un totale di 20 o 30 tasti; le prime due file suonano scale diatoniche maggiori a distanza di una quarta tra loro, mentre la terza, quando presente, fornisce gli accidenti, rendendo lo strumento cromatico, e note ripetute per facilitare l'esecuzione di accordi. Le note basse sono affidate alla mano sinistra e quelle acute alla destra; la disposizione delle note nella scala diatonica è la stessa dell'armonica a bocca e dell'organetto. Lo strumento presenta due lacci regolabili in pelle in cui le mani del musicista, lasciando fuori i pollici, si inseriscono. Il pollice destro è usato per un bottone laterale dell'aria che permette di chiudere il soffietto senza produrre suono.
- La concertina Duet presenta aspetti di entrambi gli altri modelli. È cromatica, produce una sola nota con ciascun tasto, ma bassi e acuti sono separati similmente alla concertina Anglo, con il registro medio presente in ambedue i lati. Non esiste un unico standard nella disposizione dei tasti, ma vari sistemi, sviluppati da diversi costruttori. Quelli più popolari sono McCann, Crane (o Triumph), Jeffries, e il più recente Hayden, tutti concettualmente differenti. Il tipo McCann risale al 1884 ed è quello con la posizione delle note più asimmetrica; presenta sei colonne di bottoni e il numero di tasti dipende dai modelli, con un massimo di 80. Il modello Crane ha una tastiera con cinque colonne di bottoni, simile a quella della concertina Inglese nell'aspetto e per avere gli accidenti confinati nelle file esterne. Fu largamente utilizzata e sostenuta dall'Esercito della salvezza, che la ribattezzò come Triumph. Il modello Jeffries, più raro, fu sviluppato a partire dalla concertina Anglo e presenta quattro file orizzontali di bottoni. Nel 1963 apparve il modello Hayden, con un arrangiamento delle note perfettamente simmetrico, in cui ogni tonalità mantiene la medesima diteggiatura.

Ogni sistema di Duet, come quelli Inglese e Anglo, ha i propri sostenitori e virtuosi, e viene scelto dal musicista a seconda del gusto, le attitudini e i generi musicali suonati.
I maggiori costruttori storici di concertine furono, oltre a Charles Wheatstone : Louis Lachenal, Charles Jeffries, George Jones e Harry Crabb.

## Musica

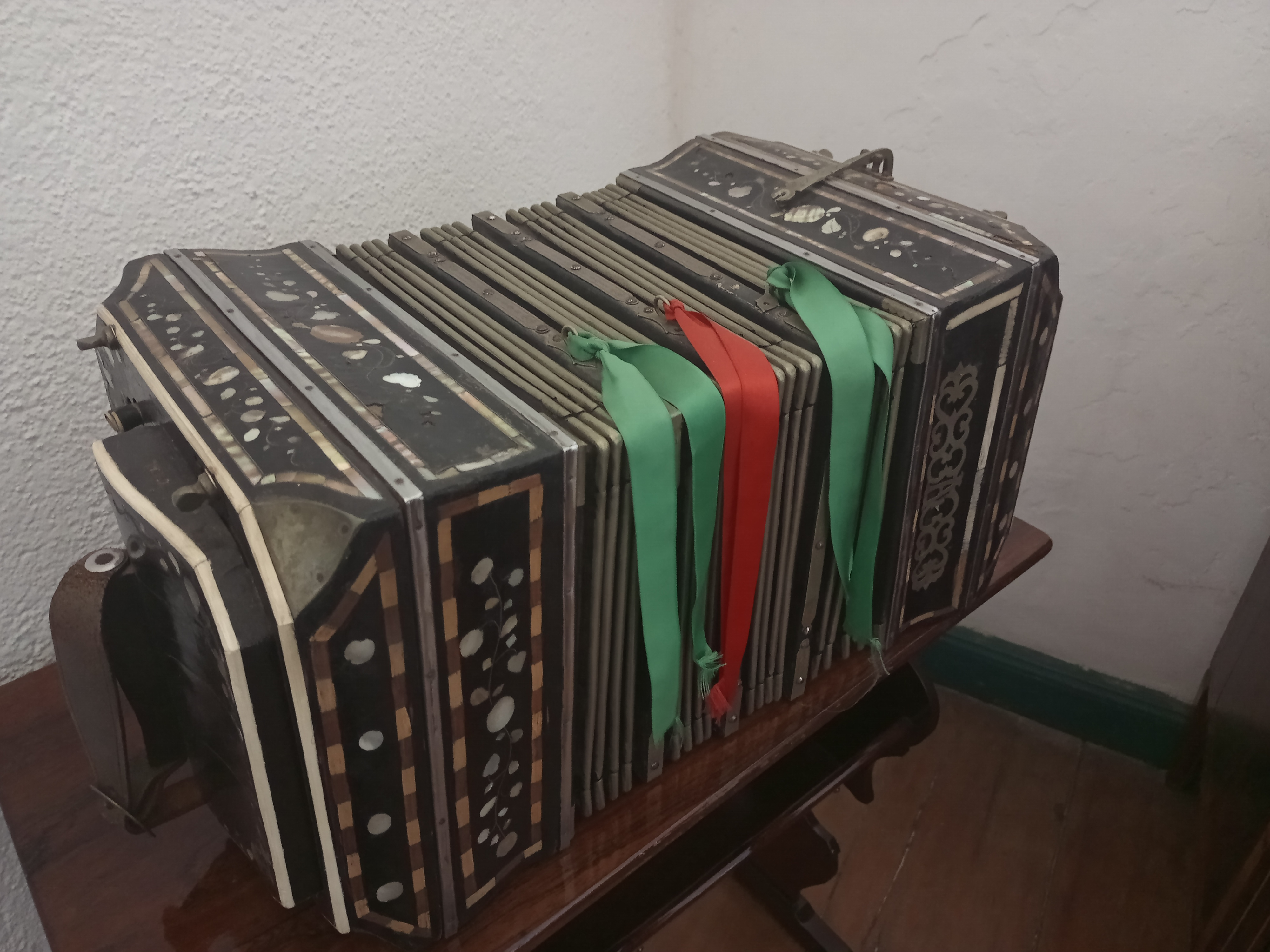

Inizialmente la concertina fu impiegata nell'ambito della musica colta, per la quale era stata concepita, spesso trascrivendo repertori di altri strumenti musicali; in seguito trovò terreno molto fertile nel folclore delle isole britanniche, e si diffuse anche, principalmente, in America, Sudafrica e Australia. In epoca romantica Giulio Regondi, già eccellente chitarrista, si dedicò alla concertina e compose per essa numerose opere. Il compositore statunitense contemporaneo James Cohn è autore di un "Concerto per concertina e orchestra" (1966). Moderni virtuosi dello strumento, nell'ambito del Folk sono, fra i tanti: Simon Thoumire, Sarah Graves, Damien Barber (concertina Inglese), Noel Hill, John Kirkpatrick, John Williams, Mícheál Ó Raghallaigh, Niamh Ni Charra (concertina Anglo), Tim Laycock (concertina Crane Duet).  John Nixon utilizza la concertina Inglese in ambito Jazz, sperimentando anche con la concertina MIDI, strumento dall'aspetto tradizionale ma privo di ance, da usare in coppia con un modulo timbrico elettronico.